# Fouille corporelle
Pour les articles homonymes, voir Fouille (homonymie).
Ne doit pas être confondu avec Palpation de sécurité.

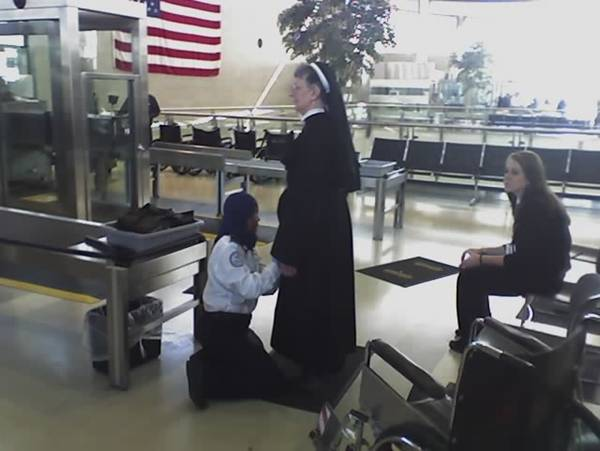
La fouille corporelle est une des mesures de sûreté dans les aéroports.

Une fouille corporelle est la recherche de preuve ou d'objets dangereux sur des personnes.
Le terme fouille peut aussi s'appliquer à la recherche de preuves dans des véhicules ou d'autres objets. Une fouille du domicile est une perquisition.

## Droit par pays

### Canada
En droit canadien, une fouille à nu est un type de fouille incidente à l'arrestation. Elle est distincte de la fouille par palpation, où il s'agit seulement passer les mains sur les habits d’une personne afin d'assurer la sécurité des policiers.
Il est plus difficile de justifier une fouille à nu car en plus de devoir justifier la fouille incidente à l'arrestation comme étant effectivement accessoire à l'arrestation, et de justifier que l'arrestation est légale en soi, il faut aussi avoir des motifs raisonnables qui justifient la fouille à nu et s'assurer que la manière dont la fouille à nu est effectuée ne viole pas la Charte canadienne des droits et libertés.
D'après l'arrêt R. c. Golden de la Cour suprême du Canada, « le fait que les policiers aient des motifs raisonnables de procéder à une arrestation ne leur confère pas automatiquement le pouvoir de procéder à une fouille à nu, même lorsque cette fouille à nu est effectivement « accessoire à une arrestation légale » selon la définition donnée à cette expression. [...] La police doit établir l’existence de motifs raisonnables qui justifient la fouille à nu en plus des motifs raisonnables qui justifient l’arrestation. Une fois réunies ces conditions préalables à l’exécution d’une fouille à nu accessoire à une arrestation, il faut nécessairement s’assurer que la fouille à nu est effectuée d’une manière qui ne contrevient pas à l’art. 8  de la Charte ».
En raison des exigences légales strictes pour les fouilles corporelles, des experts critiquent la pratique de certaines écoles secondaires consistant à effectuer des fouilles corporelles dans les écoles pour voir si des élèves sont en possession de drogues.

### France
En droit français, la « fouille à corps » (ou « fouille corporelle ») est un acte judiciaire assimilé à la perquisition et donc assortie à des garanties procédurales propres au régime pénal - l'ensemble des actes judiciaires est effectué sous le contrôle du procureur de la République ou du juge d'instruction, lesquels, conformément aux textes, sont tenus informés immédiatement de tout placement en garde à vue, mais aussi de tous les actes se rapportant à la procédure. La validité de celle-ci découle du strict respect des lois et règlements - elle est nulle lorsqu’aucune information n’est ouverte et que l’existence d’un délit imputable à la personne fouillée n’a été révélée par aucun indice apparent (Cass.crim. 21 juillet 1982- Bull.crim. no 196 p. 535) .

### Suisse
En Suisse, la fouille de personnes et d'objets est réglée par le Code de procédure pénale (articles 249 et 259). Une personne peut être fouillée par la police sans son consentement uniquement si une infraction est suspectée.
Une fouille systématique et préventive est exclue,. La fouille doit respecter le principe de proportionnalité. Une fouille à nu n'est possible qu'en présence d'indices concrets de dangerosité ou de dissimulation d'éléments de preuve (par exemple des stupéfiants),.
La fouille d'un téléphone portable ou d'un carnet d'adresses dépasse le but d'une appréhension et constitue une « perquisition de documents et d'enregistrements »,. La fouille du domicile est une perquisition.